# Saint-Bomer
Saint-Bomer är en kommun i departementet Eure-et-Loir i regionen Centre-Val de Loire strax norr om centrala Frankrike. Kommunen ligger i kantonen Authon-du-Perche som tillhör arrondissementet Nogent-le-Rotrou. År 2022 hade Saint-Bomer 194 invånare.

## Befolkningsutveckling
Antalet invånare i kommunen Saint-Bomer
Referens:INSEE